# Флетчер, Фрэнк Джек
Фрэнк Джек Флетчер (англ. Frank Jack Fletcher; 29 апреля 1885 — 25 апреля 1973) — американский адмирал периода Второй мировой войны, командовал соединениями американского флота в начальный период войны на Тихом океане. Племянник адмирала Фрэнка Фрайдэя Флетчера.

## Биография
Фрэнк Джек Флетчер родился в городке Маршалтаун, штат Айова.
Принимал участие в испано-американской войне. В 1902 году направлен родным штатом на учёбу в Военно-морскую академию США в Аннаполисе, штат Мэриленд, которую закончил 12 февраля 1906 года тридцатым из ста шестнадцати выпускников 1906 года. 13 февраля он получил своё первое звание — младший лейтенант (энсин) и был назначен на новейший броненосец Rhode Island. В 1908 году Флетчер был назначен на офицерскую должность.
В апреле 1914 года во время оккупации Веракруса спас беженцев, приняв их во время боя на борт корабля. За это был награждён Медалью Почёта.
В конце 1941 года он стал командиром авианосца USS Yorktown, дислоцировавшегося в Тихом океане. Принимал участие в ряде операций против Японии и Новой Гвинеи. Весной 1942 года авианосец под командованием контр-адмирала Фрэнка Джека Флетчера принял участие в сражении в Коралловом море.
В августе 1942 года был назначен Командующим экспедиционными силами Союзников на Битве за Гуадалканал.
В 1947 году Флетчер получил звание адмирала. Затем он ушёл в отставку.
Фрэнк Джек Флетчер умер 25 апреля 1973 года в военно-морском госпитале в Бетезде, штат Мэриленд. Похоронен на Арлингтонском национальном кладбище.